# Najas graminea
Najas graminea är en dybladsväxtart som beskrevs av Alire Raffeneau Delile. Najas graminea ingår i släktet najasar, och familjen dybladsväxter. IUCN kategoriserar arten globalt som livskraftig.

## Underarter
Arten delas in i följande underarter:
- N. g. graminea
- N. g. recurvata
- N. g. robusta